# 433. strelska divizija (ZSSR)
433. strelska divizija (izvirno rusko 433. стрелковая дивизия; kratica 433. SD) je bila strelska divizija Rdeče armade v času druge svetovne vojne.

## Zgodovina
Divizija je bila ustanovljena 22. decembra 1941 v Južnouralskem vojaškem okrožju. Čez tri dni so jo preimenovali v 214. strelsko divizijo.